# Página 1
Página 1 foi um telejornal matutino brasileiro produzido e exibido pela Record News. Foi extinto em 2012 devido a uma reformulação na grade da Record News.

## Sinopse
Tinha o objetivo de apresentar as primeiras informações do dia no Brasil e no Mundo, abordando principalmente a agenda política e econômica, além de falar de cultura, esportes, entre outros. Os primeiros apresentadores foram Celso Zucatelli e Lidiane Shayuri. Zucatelli saiu do jornal em 2008, para ser correspondente em Nova York. Depois, Willian Leite assumiu o jornal até sua extinção.

## Curiosidades
- Muito antes do Pagina 1 surgir na Record News outro telejornal com o mesmo nome existiu na RecordTV de 2000 a 2002, sob o comando de Mona Dorf, sendo exibido pela manhã, antes do Fala Brasil. Outro nome veio pela TV Itapoan (atual Record Bahia) do mesmo Grupo Record de Comunicação até ser substituído pelo Bahia No Ar em 2007.